# Gunvor Guggisberg
Gunvor Guggisberg (født 23. august 1974) er en schweizisk sangerinde og stepdanser.

## Eurovision Song Contest 1998
I 1998, ti år efter Schweiz seneste sejr i Eurovision Song Contest med Celine Dion, repræsenterede Gunvor Guggisberg landet i konkurrencen. Mange spåede hende gode chancer, men hun fik det ultimative dødsstød ved selve konkurrencen i Birmingham, da hun ikke fik ét eneste point fra de 24 andre lande.